# تايلر شولتز
تايلر شولتز (بالإنجليزية: Tyler Schultz)‏ هو منافس ألعاب قوى أمريكي، ولد في 29 مارس 1994.

## وصلات خارجية
- تايلر شولتز على موقع الاتحاد الدولي لألعاب القوى (الإنجليزية)